# Kungstorp
Kungstorp är en gård och idag ett samlingshus nära Fotevik i Vellinge kommun. Den sägs ha anor sedan slaget vid Fotevik 4 juni 1134. Här fanns en station längs Vellinge-Skanör-Falsterbo järnväg.